# Lower Lough Erne
Lower Lough Erne is het noordelijkste en grootste van de twee meren met de naam "Lough Erne". Dit meer is stroomafwaarts gelegen van Upper Lough Erne.
Lough Erne (van het Iers, Loch Éirne, d.i. meer van de Ernai, een der oude stammen) zijn twee meren in Noord-Ierland, aan de Erne in county Fermanagh. De rivier stroomt eerst noordwaarts en buigt dan westwaarts af naar de Atlantische Oceaan. Aan de Erne, tussen beide meren, ligt de stad Enniskillen.
Door de verbinding met de Shannon is het gebied rond Lough Erne een belangrijk toeristisch centrum geworden. Velen komen hier voor vaar- en/of hengelsportvakanties. Waar Upper Lough Erne een doolhof is van riviertjes, eilandjes en meertjes is Lower Lough Erne min of meer één groot meer. Met stroomafwaarts Belleek (bijna aan de grens met Ierland, bekend van zijn aardewerkfabriek) en stroomopwaarts Enniskillen, is het geen kale watervlakte. De eilanden Boa en Devenish trekken veel bezoekers